# Earth (documental)
Earth és un documental sobre la naturalesa del 2007, realitzat per la BBC en una coproducció britànica, alemanya, nord-americana i japonesa. Mostra la diversitat dels hàbitats salvatges i criatures de tot el planeta. La pel·lícula comença a l'Àrtida al gener d'un any i es mou al sud, acabant en l'Antàrtida en el de desembre del mateix any. En el camí, que compta amb els recorreguts de tres espècies en particular, l'os polar, l'elefant africà i la balena geperuda, per ressaltar les amenaces a la seva supervivència a la cara al ràpid canvi del medi ambient.